# Liliana Hermetz
Liliana Hermetz (ur. 1964) – polska pisarka, kulturoznawczyni, teatrolożka.

## Życiorys
Studiowała język i literaturę francuską na Uniwersytecie w Strasburgu. Ukończyła studia MBA oraz studia podyplomowe w Laboratorium Nowych Praktyk Teatralnych Uniwersytetu SWPS i Nowego Teatru. Pracowała m.in. jako animatorka kultury, dziennikarka, tzw. osoba zmywająca, tłumaczka, dyrektorka. W 2015 roku ukazała się jej debiutancka książka Alicyjka, za którą otrzymała Nagrodę Conrada. Finalistka Międzynarodowego Konkursu Opowiadania Wrocław 2015. W 2017 roku wydała powieść Costello. Przebudzenie, a w 2021 roku Rozrzucone. 

## Twórczość
- Alicyjka (Wydawnictwo Nisza, Warszawa 2014)
- Costello. Przebudzenie (W.A.B., Warszawa 2017)
- Rozrzucone (Wydawnictwo Literackie, Kraków 2021)[4]